# Вицепрезидент на България
Вицепрезидент на Република България е официална институция, утвърдена от Конституцията на Република България.
Вицепрезидентът се избира заедно с президента като трябва да отговаря на същите условия: да е български гражданин по рождение, навършил 40 години, да отговаря на условията за избиране на народен представител и да е живял последните пет години в България. Вицепрезидентът има право, ако му бъдат възложени от президента (чл. 107 от Конституцията на Република България), да:
- назначава и освобождава от длъжност и други държавни служители, определени със закон;
- дава и възстановява българско гражданство и освобождава и лишава от него;
- предоставя убежище;
- упражнява право на помилване.

Мандатът на вицепрезидента трае колкото този на президента – 5 години, като може да бъде освободен предсрочно поради подадена оставка пред Конституционния съд, трайна невъзможност да изпълнява служебните си задължения, смърт или чл. 103 от Конституцията (по обвинение в държавна измяна или нарушение на Конституцията). Вицепрезидентът не носи отговорност за делата си и срещу него не може да бъде възбудено наказателно дело.
Основното задължение на вицепрезидента, да замести починал, отстранен или оттеглил се президент, не е използвано никога.
Първоначално институцията е въведена след поправките в Конституцията на Народна република България от 1990 г. То определя заместник-председателя (вицепрезидента) като лице избрано от Народното събрание с обикновено мнозинство по предложение на председателя (президента) и подпомагащо неговата дейност. При случаите на смърт, отсъствие на председателя, прекратяване на пълномощията му или тежко заболяване той поема задълженията на председателя (президента).

## Република България(1990 – 1992)
Избран от Народното събрание.
| №                                                       | Портрет | Име (Роден-Починал)             | Встъпил в длъжност | Напуснал длъжност | Партия / Коалиция | Президент  | Кабинет                            | Правителство | Бележки |
| ------------------------------------------------------- | ------- | ------------------------------- | ------------------ | ----------------- | ----------------- | ---------- | ---------------------------------- | ------------ | ------- |
| Заместник-председател (заместник-президент) 1990 – 1992 |         |                                 |                    |                   |                   |            |                                    |              |         |
| 1                                                       |         | Атанас Семерджиев (1924 – 2015) | 1 август 1990      | 22 януари 1992    | БСП               | Желю Желев | Луканов 1 Луканов 2 Попов Димитров | 79 80 81 82  |         |

## Република България(1992 г.)
Избрани на президентски избори.
| №                   | Портрет        | Име (Роден-Починал)            | Встъпил в длъжност | Напуснал длъжност | Партия / Коалиция | Президент        | Кабинет                                                                                                | Правителство                              | Бележки                                               |
| ------------------- | -------------- | ------------------------------ | ------------------ | ----------------- | ----------------- | ---------------- | --- | ----------------------------------------- | ----------------------------------------------------- |
| Вицепрезидент 1992- |                |                                |                    |                   |                   |                  | |                                           |                                                       |
| 2                   |                | Блага Димитрова (1922 – 2003)  | 22 януари 1992     | 6 юли 1993        | СДС               | Желю Желев       | Димитров Беров                                                                                         | 82 83                                     | Подава оставка поради разногласия с президента Желев. |
| 3                   |                | Тодор Кавалджиев (1934 – 2019) | 22 януари 1997     | 22 януари 2002    | ОДС               | Петър Стоянов    | Виденов Софиянски Костов Сакскобургготски                                                              | 85 86 87 88                               |                                                       |
| 4                   |                | Ангел Марин (1942 – 2024)      | 22 януари 2002     | 22 януари 2007    | БСП               | Георги Първанов  | Сакскобургготски Станишев Борисов 1                                                                    | 88 89 90                                  |                                                       |
| 4                   | 22 януари 2007 | Ангел Марин (1942 – 2024)      | 22 януари 2012     |                   | БСП               | Георги Първанов  | Сакскобургготски Станишев Борисов 1                                                                    | 88 89 90                                  |                                                       |
| 5                   |                | Маргарита Попова (род. 1956)   | 22 януари 2012     | 22 януари 2017    | ГЕРБ              | Росен Плевнелиев | Борисов 1 Райков Орешарски Близнашки Борисов 2                                                         | 90 91 92 93 94                            |                                                       |
| 6                   |                | Илияна Йотова (род. 1964)      | 22 януари 2017     | в длъжност        | БСП               | Румен Радев      | Борисов 2 Герджиков Борисов 3 Янев 1 Янев 2 Петков Донев 1 Донев 2 Денков Главчев 1 Главчев 2 Желязков | 94 95 96 97 98 99 100 101 102 103 104 105 |                                                       |